# Omicidio di Lino Sabbadin
L'omicidio di Lino Sabbadin  avvenne a Santa Maria di Sala (VE) il 16 febbraio 1979 durante gli anni di piombo. La vittima, un macellaio militante del Movimento Sociale Italiano, venne assassinato in una rapina organizzata da membri del gruppo Proletari Armati per il Comunismo.

## L'antefatto e l'omicidio
Prima dell'attentato nei suoi confronti, Lino Sabbadin nel corso di una rapina ai suoi danni aveva sparato a un rapinatore, uccidendolo.
Il 16 febbraio 1979 si trovava nella macelleria di sua proprietà, a Caltana, frazione di Santa Maria di Sala, nella provincia di Venezia, quando un commando di terroristi lo uccise per punirlo per aver reagito alla precedente rapina.
L'omicidio fu rivendicato dalla formazione terroristica di sinistra Proletari Armati per il Comunismo (PAC) in segno di solidarietà alla piccola malavita che «con le rapine porta avanti il bisogno di giusta riappropriazione del reddito e di rifiuto del lavoro». Lo stesso giorno, a Milano, un altro nucleo dei PAC uccise il gioielliere Pierluigi Torregiani, anch'egli in precedenza coinvolto nell'uccisione di un rapinatore.

## Iter giudiziario
Gli assassini, membri del gruppo terroristico Proletari Armati per il Comunismo furono individuati in Cesare Battisti e Diego Giacomin (esecutore materiale). Battisti nel 1981 evase dal carcere di Frosinone e si rifugiò in Francia e in Messico. Dopo molti anni passati in libertà, in parte come latitante, in parte a piede libero a causa dell'applicazione della dottrina Mitterrand, nel 2007 Battisti è stato arrestato in Brasile ed è stato detenuto in carcere a Brasilia fino al 9 giugno 2011. Dopo varie vicissitudini, il 12 gennaio 2019 Cesare Battisti viene arrestato in Bolivia ed estradato in Italia.
La latitanza dei condannati, e in particolare di Cesare Battisti, è stata ripetutamente oggetto di interesse dell'opinione pubblica e degli organi di informazione.
Varie personalità del mondo della cultura hanno sottoscritto un appello contro l'estradizione dalla Francia di Cesare Battisti, nel frattempo diventato un romanziere di successo. Viceversa, il figlio della vittima e l'Associazione Italiana vittime del terrorismo hanno stigmatizzato la lentezza dello Stato Italiano nel rendere giustizia alle vittime..
Al riguardo, anche il presidente della repubblica Napolitano, che già nel 2009 aveva espresso le sue perplessità circa la concessione dello status di rifugiato politico a Battisti, si è dichiarato «deluso e contrariato» per la mancata estradizione, definendo «incomprensibile» la decisione di Lula.
A seguito del rifiuto del Brasile di estradare Battisti in Italia, Adriano, figlio di Lino Sabbadin, scrisse una lettera aperta al nuovo presidente del Brasile, Rousseff.